# バッドボーイズ2バッド
『バッドボーイズ2バッド』（バッドボーイズツーバッド、原題：Bad Boys II）は、2003年に公開されたアメリカ映画。『バッドボーイズ』（1995年）の続編。
日本では、R-15指定（15歳未満の入場禁止）を避けるため、いくつかのシーンをカットして劇場公開された。このためPG-12指定（12歳未満は成人保護者の同伴が適当）となっている。

## ストーリー
フーシェを倒してから8年後、マイアミ市警の刑事マイク・ラーリーとマーカス・バーネットは、マイアミでの合成麻薬『エクスタシー』の密輸ルートについて捜査していた。二人はKKKの集会に潜入するが、そこで発見したのは、KKKが麻薬の密売者ではなく、買い手であるということだった。無線の故障でマイアミ市警の戦術麻薬捜査部隊（TNT）の到着が遅れたため、マイクとマーカスはKKKとの銃撃戦に発展する。マーカスを援護中だったマイクは思わず銃でマーカスの尻を撃ってしまう。
マーカスの妹シドと密かに交際しているマイクとパートナーであり続けるべきかどうか、マーカスの考えはさらに強まる。マーカスはマイクにTNTから離れることを伝えるタイミングをうかがっている。マーカスもマイクも知らないうちに、シドはマイアミの麻薬取引で活動するロシアン・マフィアの一派にマネーロンダリング（資金洗浄）するために連邦麻薬取締局（DEA）のおとり捜査をしていた。彼らは、麻薬王エクトル・フアン・カルロス・"ジョニー"・タピアと協力する麻薬密売人である。
シドは捜査に必要な証拠品として現金を持ち出したが、現金を輸送中にハイチ系のストリートギャング集団「ゾーヤ・ポンド」の一味に妨害される。マイクとマーカスは情報提供者からのタレコミをもとに、ハイチ人を尾行していた。このため、マイアミ市内やマッカーサー・コーズウェイを横切る大規模な銃撃戦と壮絶なカーチェイスが繰り広げられ、その結果として被害が拡大してしまう。マイクとマーカスはハワード警部から叱責を受けるが、ハワード警部はDEAがまず自分に相談することなくマイアミで捜査を進めていることを知り、さらに激怒する。
マイクとマーカスはハイチ人を追跡し、リーダーを取り調べ、ビデオカメラからタピアが地元の葬儀屋をアジトにしていることを突き止める。さらに情報を得るため、警官たちはタピアのマイアミの邸宅にネズミが出没したため、害虫駆除業者に変装する。一方、タピアはシドと仕事とプライベートの混ざった関係を築き始め、自分の活動の資金をすべて彼女に集めるつもりだった。
その後、マイクとマーカスはタピアの葬儀場に潜入する。内部で彼らは、タピアが遺体と棺を利用して麻薬と金を密輸し出国させていることを発見する。ハワード警部は、麻薬取締局（DEA）と沿岸警備隊と協力して、タピアの邸宅と葬儀屋の強制捜査を許可する。
タピアが逮捕される前に、タピアの強制捜査を受けた際に彼女がDEA捜査官であることをバレてしまったため、タピアはシドを人質にキューバに逃亡する。タピアはシドを交渉材料にし、48時間以内に金を返せと要求する。マイクとマーカスは、DEAの捜査官、TNTの捜査官、そしてハワード警部は自分の知り合いであるCIAの捜査官を集めて、シド救出のための極秘任務を遂行するチームを結成する。チームは沿岸警備隊によってキューバ沖数マイルに投入され、そこで同僚の警官バーガスの弟で現地のアルファ66地下レジスタンスのリーダーであるティトと落ち合う。彼は武器、トンネル網、タピアの新しい邸宅の正確な地図でチームを助ける。
チームはタピアの邸宅を急襲し、シドを救出し、チームが脱出する際に邸宅に爆弾を設置して邸宅を爆破する。マーカス、マイク、シド、ティトはタピアが操るキューバ軍から逃れるため、黄色いハマーH2を盗む。タピアは生き残り、一行を追跡し、最終的にグアンタナモ湾の外にたどり着く。アメリカ市民として認められていない基地の海軍兵士たちは、マイクとマーカス、そしてタピアの車を銃撃し、地雷原に入ったところで停車させる。マーカスはタピアを殺し、タピアはマイクに銃を突きつける。タピアの体は地雷の上に後方から落下し、地雷によってその体はバラバラになってしまった。
マイク、マーカス、シドはマーカスの家族と一緒に裏庭でバーベキューを楽しみ、マーカスはマイクとこれからも相棒で一緒に働くことを決めた。

## 登場人物・キャスト
マーカス・バーネット
演 - マーティン・ローレンス
主人公の一人。マイクを相棒としているマイアミ市警察官で戦術麻薬捜査部隊「TNT」の隊員。シドの実兄。
前作よりも体格が少し丸くなった。家族を何よりも大事にしていて、マイクの突拍子もない行動に終始肝を冷やしている。
たまにドジを踏むことがあり、ハイチ系のストリートギャング集団「ゾーヤ・ポンド」とのカーチェイスの際、乗っていたマイクのフェラーリのダッシュボードをマシンガンで誤射してしまう。
強行的なマイクとは正反対に平和的に物事を解決しようとするが、直後にマイクにぶち壊しにされ、その度にマイクと口論になる。
裏でタピアに協力していた葬儀社の隠密調査中、誤ってエクスタシーを2錠飲んでしまう（その後、適切な処置を受けて回復）。
銃の腕前はマイクよりも劣るが、本編ラストでマイクの顔すれすれを通り越し、タピアの眉間を撃ち抜く荒業を見せた。
ハワード警部がタピアの捜査を強制的に打ち切った時、タピアを逮捕した後の報復によるマイクとの仲を切り裂かれたくないという思いで転属願を提出していたことを告白した。
前作の空港での銃撃戦後、セラピーを受けていたシーンがある。初老の女性カウンセラーに執拗に自分の怒りを肯定するように勧められ、当初は辟易していたが、最終的にはグループカウンセリングにも参加するようになっている。
マイク・ラーリー
演 - ウィル・スミス
主人公の一人。マーカスを相棒としているマイアミ市警察官で戦術麻薬捜査部隊「TNT」の隊員。シドと交際中。
父親の残した財産のおかげで、毎日リッチな生活を送っている。
前作以上に強気な行動が著しく見られるようになり、マーカスから「頭がおかしい」と言われるほど。敵と出くわすと必ずと言っていいほど銃撃戦になってしまい、マーカスからは「銃撃戦の世界記録でも作るつもりか」と言われてしまう。
相棒であるマーカスとは物事の解決方法が対極的で、終始マーカスの平和的解決の行動にイライラしている。マーカスの精神分析によれば、赤ん坊のころ栄養失調だったのが原因で高校生時代ナヨナヨだったらしく、大人になってビシッと決めた服装でめったやたらに銃を撃ちまくるのはその反動、という事らしい。
ハイチ系のストリートギャング集団「ゾーヤ・ポンド」とのカーチェイスでは、愛車のフェラーリ・575Mマラネロを破損。敵から銃撃を受けたヘッドライト以外に、マーカスが誤ってダッシュボードを撃ち抜いてしまった。修理費はダッシュボードだけで21000ドル。公用車ではない為、修理代を経費で賄う事は出来なかった。
銃の腕前はずば抜けていて、二丁拳銃で銃撃する事も多い。飛び込みながらの状態で発砲し、ガラス瓶3本貫通・マーカスの尻をかすめながらKKKのメンバーの首に命中させている。
前作の空港での銃撃戦後、セラピーを強制的に受けさせられた。マーカスとは対照的に若い美人カウンセラーが担当となってしまったため、本来の目的を逸脱した「ストレス発散」をしている。
シド・バーネット
演 - ガブリエル・ユニオン
マーカスの実妹でマイクの恋人。
連邦麻薬局の囮捜査官で、タピアのエクスタシー売買の仲介人として潜伏し、タピアの密輸ルートの捜査をしていた。
アレクセイからのエクスタシー売買金をタピアの仲間に受け渡そうとした際、ハイチ系のストリートギャング集団「ゾーヤ・ポンド」の襲撃に遭う。
銃撃は初めてであったが、携帯していたハンドガンと車に備えられていたショットガンで応戦するシーンがある。
マーカスとマイクのタピア逮捕に向けた捜査が仇となり、タピアに麻薬捜査官であることが露呈してしまい、キューバに拉致連行される。
コンラッド・ハワード警部
演 - ジョー・パントリアーノ
マイアミ市警の警部でマーカスとマイクの上司。東洋美術と風水に凝っている。
マーカスとマイクが原因で起きた騒動の後始末に追われる日々を送っており、2人を「しぶとく血を吸うダニ」と呼んでいる（自分をダニ呼ばわりした事をマーカスに咎められた際は、マイクに向かって言ったと弁明している）。
ジョニー・タピアが捜査線上に上がった際、これまでの裁判で毎回警察が敗訴している事から、捜査を強制的に打ち切ってしまう。しかしキューバへのシド救出時には協力的な姿勢をとり、CIA工作員を同行させた。
マテオ・レイエス刑事
演 - ユル・ヴァスケス
「TNT隊員」。葬儀社内偵時には救急車に乗っている。シド救出作戦において「パスポートなんて要らないぜ」と言い放ち参加する。
マルコ・バーガス刑事
演 - ジェイソン・マヌエル・オラザバル
「TNT隊員」。葬儀社内偵時には救急車に乗っている。シド救出作戦に参加。現地にチトという血族がいる。
トニー・ドット
演 - アントニー・コローネ
「DEA捜査官」。元デルタフォース。シド救出を企むマーカス達に、救出作戦参加を最初に告げた男。
ファヌーチ刑事
演 - ゲイリー・ニケンズ
「TNT隊員」。葬儀社内偵時には傘をさしてレイエス＆バーガスに無線を送る。元デルタフォース。シド救出作戦に名乗りをあげる長ひげの男。
ザンク刑事
演 - レイ・ヘルナンデス
「TNT隊員」。葬儀社内偵時には外で見張り。アイボール。シド救出作戦に参加。
ロックマン刑事
演 - チャーリー・ジョンソン・ジュニア
「TNT隊員」。葬儀社内偵時には監視車でカメラでの監視をしている。
デクスター刑事
演 - ポール・ヴィラヴェルデ
「TNT隊員」。葬儀社内偵時には見張り屋上を確認していた。シド救出作戦に参加。
ジョニー・タピア
演 - ジョルディ・モリャ
キューバ人とアメリカ人のハーフで、フロリダを拠点としてエクスタシーの売買を行っている麻薬王。本名エクトル・フアン・カルロス・タピア。
エクスタシーの売買で得た金で大富豪となっており、キューバには軍隊を警備させた豪邸を持っている。
過去に12回の逮捕経験を持つが、その度に不法逮捕で警察を告訴し全て勝訴している。警察から多額の賠償金を得ており、前年には900万ドルの損害賠償を得たという。
ナルシストで金や家族に危険が及ぶことを最も嫌い、その原因の始末は部下であっても情け容赦ない冷酷さを持っている。
ラストの戦いでは職人に描かせた絵が銃撃戦で破損したり、自身の所有する豪邸をマイクたちに爆破され薄幸な面が強調されている。
最後はマーカスに眉間を撃ち抜かれ、地雷原の上に倒れこんだ際に爆発で上半身が吹き飛んでしまい壮絶な死を迎えた。
カルロス
演 - オットー・サンチェス
タピア一味のナンバー2で現場指揮担当。タピアに忠誠を誓っている。
マーカスとマイクの事を当初は黒人ギャングとして見ていたが、2人がマイアミ市警察官であることを突きとめ、更にシドが彼らと繋がりのある人物であることも突き止める。
最期はタピアと共にマーカス達をグアンタナモア基地まで追跡し追い詰めるも、シドが投げ捨てたハンドガンのショックで作動した地雷の爆発で手足が吹き飛び死亡する。
ロベルト
演 - ジョン・セダ
タピア一味のナンバー3。カルロスとは違い、タピアに対する忠誠心が薄い。母親がタピアの母と従姉妹同士の親戚関係にある。
タピアが娘に似合うドレスの色はピンクがいいと言った際には「ゲロマブだ」と発言するなど、不用意な言動でタピアの怒りを買う。
また、ゾーエ・ポンドとの銃撃戦でシドを追跡していたマーカスとマイクを二人組の黒人ギャングだと思い込んでいたのだが、これが後々、さらにタピアを激怒させる結果に繋がる。
害獣駆除業者の作業員に化けてタピアの屋敷に盗聴器を仕掛けにきたマーカスとマイクがその時の「黒人ギャング」だったことに気付くも、結局は二人を取り逃がしてしまい、「ギャングを自宅に招き入れて家族を危険に晒された」と激昂したタピアに至近距離から頭を撃ち抜かれて死亡する。
アレクセイ
演 - ピーター・ストーメア
ロシアンマフィアのナンバー1で、フロリダに多くのクラブを持っている。
数字が苦手で部下のジョセフがいないと計算できない。エクスタシー購入価格の再交渉の為にタピアの元を訪れるも、逆にタピアの報復でジョセフは殺され、自らの経営しているクラブすべてをタピアの所有物にされてしまう。これが原因でアレクセイの組織は崩壊してしまい、酒びたりの日々を送る。
最期はジョセフの仇を討とうと武装してタピアの屋敷に押し入るも、同時期にタピアの屋敷に潜入していたTNT部隊の一斉射撃で死亡した。
ジョセフ・クニンスカビッチ
演 - オレッグ・タクタロフ
ロシアンマフィアのナンバー2でアレクセイの部下。小太りの男性でワイン通。
フロリダ一帯で経営するクラブで、タピアから購入したエクスタシーを客に売りさばいている。
囮捜査中のシドがエクスタシーの代金を両替するためにアレクセイの元に訪れた時、両替金の5000ドルを4900ドルでケチろうとした。
タピアの組織を「麻薬の運び屋」程度に考えており、支払い手続きが終わった後から、代金が高いことをアレクセイに話し、タピアとの再交渉を提案する。
その後、アレクセイとともにタピアの屋敷へと再交渉に訪れるが、タピア一味に殺害される。バラバラに切断された死体は、ゴミ箱に押し込められた状態でアレクセイに突きつけられた。
アイスピック
演 - トレヴァ・エチエンヌ
マイアミ市警に麻薬流通情報の密告屋として協力しているハイチ系の黒人。本編冒頭、アムステルダムから大量の麻薬が密輸されてくるとマイクに密告し、受取先のKKKの集会をTNT部隊に襲撃させるも、たった2袋だったという空振りで終わらせてしまう。
その後、ハイチ系のストリートギャング集団「ゾーヤ・ポンド」のアジトを聞きに来たマイクたちをマフィアのマネをして何かを差し出せと要求するも、逆に店の中を破壊されまくるという報復を受けてあっさり観念、アジトの場所を伝える。
マイクやマーカスを「ブラザー」と呼んでいる。
フレッチャー
演 - ジョン・サリー
前作にも登場した身長210cm近くの巨体を持つ腕利きハッカー。
前作では元々ハッキング容疑で逮捕され服役中であったが、犯人フーシェに内通していたマイアミ市警察署員のあぶり出しの功績が称えられ、市警科学捜査班の一人となっている。
本編では今回の密売犯の黒幕がタピアであることを突き止め、マイクがタピアの屋敷から持ち出してきたシュレッダー屑を自作の「視覚的暗号解読機」で復元する作業を行い、その書類が「デキシー7」の所有権利書であることを突き止める。
マイクに捜査の協力を依頼しようとした時、バスケットボール試合（マイアミ・ヒート対ロサンゼルス・レイカーズ戦）の最前列席のチケットを要求した。
現場での仕事にも興味を持っているのか、マイクに「人の撃ち方を教えてよ」と冗談交じりでと頼むシーンがある。
フレッチャーを相手にする時では、マイクとマーカスの態度が正反対になる。マーカスはフレッチャーを相手に暴言を吐きまくっているが、マイクはそんな2人の仲裁に入っている姿を見せる。
ちなみにこの役を演じたジョン・サリーは、元NBA選手で、実際にマイアミ・ヒートとロサンゼルス・レイカーズに所属していた。
フロイド・ポティート
演 - マイケル・シャノン
本編冒頭に登場するKKKのメンバーで、運び屋としてタピアの部下からエクスタシーを受け取る役割を持っていた。タピアから支給された中型モーターボート「デキシー7」の所有者でもある。
マイクとマーカスが捜査に協力させるため保釈金を支払い、拘置所から出所。マーカスに抱きつかれる写真を撮られ、KKKの仲間に公表すると脅されて協力する羽目になる。移動中は終始車のトランクの中に押し込められ、そのままカーチェイスになってしまう災難に見舞われる。
作中ポティート兄弟と呼ばれる場面があり、彼の兄または弟がいる。その人物は本編冒頭でマーカスを人質にとったKKKのメンバーで、銃撃戦直後にマイクに頭を撃ち抜かれて死亡。彼自身はマイクの撃った銃弾で左耳を吹き飛ばされた。
黒人に対して傲慢な態度をとるが、何かと人権を主張する小心者。
ドレッドヘアーの男“ブロンディ・ドレッド”（名前不明）
演 - キコ・エルスワース
ハイチ系のストリートギャング集団「ゾーヤ・ポンド」のリーダー格。
金色のドレッドヘアーの男で、シドがタピアの部下に金を受け渡そうとするところを仲間を使って襲撃する。
交差点での銃撃戦ではマシンガンを、アジトでの銃撃戦ではショットガンを使っている。
アジトでの銃撃戦の結果、仲間は全員殺され、自身はマイクの放った催涙ガスで目をやられたところを逮捕される。
彼が自宅だと言っていた「ゾーヤ・ポンド」のアジトは“カール通り8番街にあるピンク色の家”で、アイスピックの密告でマーカス達に知られてしまう。
テレサ・バーネット
演 - テレサ・ランドル
マーカスの妻。
今作ではマーカスの子供たちに対する過保護な部分に呆れながらも温かく見守る姿を見せている。

## 日本語吹替
| 役名                       | 俳優                             | 日本語吹替                                                                         | 日本語吹替                                                                |
| 役名                       | 俳優                             | ソフト版                                                                           | テレビ朝日版                                                              |
| -------------------------- | -------------------------------- | ---------------------------------------------------------------------------------- | ------------------------------------------------------------------------- |
| マーカス・バーネット       | マーティン・ローレンス           | 山寺宏一                                                                           | 高木渉                                                                    |
| マイク・ラーリー           | ウィル・スミス                   | 菅原正志                                                                           | 東地宏樹                                                                  |
| ジョニー・タピア           | ジョルディ・モリャ               | 鈴置洋孝                                                                           | 山路和弘                                                                  |
| シド                       | ガブリエル・ユニオン             | 本田貴子                                                                           | 北西純子                                                                  |
| アレクセイ                 | ピーター・ストーメア             | 稲葉実                                                                             | 谷口節                                                                    |
| テレサ・バーネット         | テレサ・ランドル                 | 土井美加                                                                           | 佐々木優子                                                                |
| ハワード警部               | ジョー・パントリアーノ           | 江原正士                                                                           | 中尾隆聖                                                                  |
| マテオ・レイエス刑事       | ユル・ヴァスケス                 | 亀山助清                                                                           | 檀臣幸                                                                    |
| マルコ・バーガス刑事       | ジェイソン・マヌエル・オラザバル | 後藤敦                                                                             | 清水明彦                                                                  |
| トニー・ドット             | アントニー・コローネ             | 西村知道                                                                           | 石田圭祐                                                                  |
| ファヌーチ刑事             | ゲイリー・ニケンズ               | 水内清光                                                                           | 斎藤志郎                                                                  |
| カルロス                   | オットー・サンチェス             | 斎藤志郎                                                                           | 落合弘治                                                                  |
| ロベルト                   | ジョン・セダ                     | 室園丈裕                                                                           | 竹若拓磨                                                                  |
| ジョセフ・クニンスカビッチ | オレッグ・タクタロフ             | 山野井仁                                                                           | 西凛太朗                                                                  |
| アイスピック               | トレヴァ・エチエンヌ             | 鳥畑洋人                                                                           | 平勝伊                                                                    |
| フレッチャー               | ジョン・サリー                   | 加藤亮夫                                                                           | 江川央生                                                                  |
| フロイド・ポティート       | マイケル・シャノン               | 石住昭彦                                                                           | 志村知幸                                                                  |
| ブロンディ・ドレッド       | キコ・エルスワース               | 江川央生                                                                           | 大家仁志                                                                  |
| 役不明又はその他           | N/A                              | 村治学 高宮俊介 正木美也子 紗川じゅん 水野千夏 田村聖子 蓮池龍三 朝倉栄介 前島貴志 | 金子由之 高宮俊介 定岡小百合 川庄美雪 星野貴紀 増田裕生 櫛田泰道 日野未歩 |
| 日本語版制作スタッフ       | N/A                              |                                                                                    |                                                                           |
| 演出                       | N/A                              | 中野洋志                                                                           | 木村絵理子                                                                |
| 翻訳                       | N/A                              | 松崎広幸                                                                           | 小寺陽子                                                                  |
| 調整                       | N/A                              | 兼子芳博                                                                           | 阿部直子                                                                  |
| 効果                       | N/A                              | N/A                                                                                | サウンドボックス                                                          |
| 制作                       | N/A                              | ACクリエイト                                                                       | 東北新社                                                                  |
| 初回放送                   | N/A                              | 2017年2月20日 『午後のロードショー』 （12:55-15:55）                               | 2006年5月7日 『日曜洋画劇場』 （21:00-23:24）                             |

## 作品に関するエピソード
マーカスの自宅の庭で登場するペットの犬は「メイソン」という名前のベイ監督のペットで、名前はマイケル・ベイ監督の作品『ザ・ロック』の主人公ジョン・メイソンから。とても飽きやすい性格らしく、2～3回撮り直しをすると飽きて演技をしなくなってしまい、撮影が難航したと監督自身がメイキングで述べている。
マイケル・ベイ監督のカメオ出演
マーカスとマイクが死体搬送車を追いかけようと、通りかかった車を止めて車を借りようとするシーンで、マイケル・ベイ監督が中古車の運転手としてカメオ出演している。
本来は運転手の役としてスタントマンを呼んでいたが、どういうわけか撮影当日そのスタントマンが来ず、代役として監督自身が運転手として演技をすることとなった。
撮影当日、マーカス役のマーティンは運転手はスタントマンだと説明されていた為、監督が代役として運転しているのを知らず、本番撮影時に初めて知って驚く姿がメイキングで収録されている。
その後、撮り直しを行うもマーティンが仕返しとばかりに監督を車から引っ張り出し「映画の監督をした罪だ」という理由で手錠をかける映像も収録されている。
アレクセイの最期
元々、アレクセイはタピアとの再交渉シーンで最後の登場となるはずだったが、アレクセイ役のストーメアが「実際に再交渉での理不尽な要求や部下の死を目の当たりしたら必ず仕返しをするはずだ」と監督にアレクセイの最期のシーンの撮影を提案し、監督自身も乗り気だったため撮影が実現し、TNT部隊がタピアの屋敷に突入するシーンに組み込まれた。
ジェリー・ブラッカイマーの誕生日
キューバのタピア邸の銃撃戦の撮影の日に製作のジェリー・ブラッカイマーが誕生日を迎え、棺桶の中に入った巨大なケーキで祝われる。
カーチェイスの事故
警察と「ゾーヤ・ポンド」の高速道路でのカーチェイスで、ギャングたちがキャリアカーから車を放り出すシーンがあるが、本番撮影中に放り出された車の1台が勢い余ってバウンドし、タイヤの向きが変わったことが原因でカメラカーに衝突するという事故が起き、この事故でカメラボックスが破壊され、乗っていたカメラアシスタントが怪我をしてしまった。
撮影スタッフたちは空港で何度もデモンストレーションをした後でこのシーンの撮影をしたらしく、スタッフ全員が「今作の撮影で一番の大事故だった」と述べている。
リアリティへの追求
マイケル・ベイ監督作品『ザ・ロック』でも本物のSEALsの隊員を役者として起用したように、今作もTNTの隊員を役者として起用している。
また、前作『バッドボーイズ』での物陰から身を出す動きが違うと、現役の警察に指摘されたため、実際にレクチャーを受けてから撮影をした。
特殊撮影車両「ベイ・バスター」と特殊カメラ「アイモ」
マイケル・ベイ監督の特殊撮影車両「ベイ・バスター」が使われるようになったのも今作で、警察と「ゾーヤ・ポンド」の高速道路でのカーチェイスで使用された。
「ベイ・バスター」はピックアップトラックを鉄筋と鉄骨を溶接して改造した三角形の形をした車両で、計8台のカメラを搭載でき、車が衝突してもびくともしないという性能を持っている。
また、カーチェイスシーン全般では「アイモ」と呼ばれる対物特殊撮影カメラが導入されている。このカメラは「物にぶつける」事を視点に置かれた特殊カメラで、実際に「アイモ」を車にめがけて衝突させているメイキング映像があり、本編終盤の丘の町の家屋を突き破りながら猛スピードで下るシーンが撮影可能となった。
これらを生かして、「ベイ・バスター」に「アイモ」を搭載し、キャリアカーから放り出された車に向かって体当たりして撮影したことで、通常では危険な今までにない迫力を実現させることに成功している。

## 評価
レビュー・アグリゲーターのRotten Tomatoesでは184件のレビューで支持率は23%、平均点は4.30/10となった。Metacriticでは34件のレビューを基に加重平均値が38/100となった。

## スピンオフ
2019年5月から2020年9月まで、ナンシー・マッケンナ（ジェシカ・アルバ）とシドニー・バーネット（ガブリエル・ユニオン）を主役としたスピンオフドラマ『LA's FINEST/ロサンゼルス捜査官』（原題：L.A.'s Finest）がアメリカで放送。日本ではU-NEXTで2020年6月から放送された。